# Grazeley
Grazeley – wieś w Anglii, w hrabstwie ceremonialnym Berkshire, w dystrykcie (unitary authority) Wokingham. Leży 7 km na południe od centrum miasta Reading i 62 km na zachód od centrum Londynu. W 2001 miejscowość liczyła 280 mieszkańców.